# Panagiotis Kondylis
Panajotis Kondylis (Παναγιώτης Κονδύλης, * 17 de agosto de 1943 em Olímpia; † 11 de julho de 1998 em Atenas) foi um filósofo e escritor grego, que escreveu principalmente em língua alemã.

## Vida
Kondylis estudou inicialmente filologia clássica e filosofia em Atenas (1963-1967). Depois de completar o serviço militar, foi para a Alemanha em 1971, onde estudou filosofia, história medieval e moderna e ciências políticas em Frankfurt am Main e Heidelberg. Depois de publicar um estudo sobre Maquiavel em 1971 pela Editora Kalvos de Atenas, Kondylis obteve seu doutorado em 1977 em Heidelberg com um estudo sobre o surgimento da dialética, obra que estava relacionada às investigações de seu orientador Dieter Henrich sobre as origens do idealismo alemão pós-kantiano em Hölderlin, Hegel e Schelling. Nas décadas de 1970 e 1980, Kondylis traduziu inúmeras obras da história intelectual europeia para o grego, entre outros textos de Marx, Cassirer, Carl Schmitt, Max Horkheimer, Arnold Hauser e Maquiavel". Em 1991, ele foi premiado com a Medalha Goethe e, como ganhador do Prêmio Humboldt de Pesquisa, foi bolsista do Instituto de Estudos Avançados de Berlin em 1994/95.
Kondylis não almejava uma carreira acadêmica; Em vez disso, ele acreditava que "a filosofia acadêmica está morta e enterrada" e preferia atuar como um "pesquisador independente".
Kondylis morreu em Atenas aos 55 anos como resultado de uma operação de rotina mal-sucedida. Sua biblioteca particular de cerca de 5.000 volumes foi incorporada à biblioteca da Universidade Aristóteles de Salonica.